# 153V busz (Budapest)
A budapesti 153V jelzésű autóbusz a Népliget és az Infopark között közlekedett. A vonalat a Budapesti Közlekedési Zrt. üzemeltette.

## Története
Az 1-es villamos vonalán zajló vágányfelújítási munkálatok miatt 2018. július 22-étől augusztus 31-éig a 153-as busz Népliget és Infopark közötti szakaszán közlekedő sűrítő buszok a 153V jelzést kapták és jelentősen sűrűbben indultak, illetve hétvégén is közlekedtek. A járaton nem volt érvényben az első ajtós felszállás.

## Útvonala
| Népliget felé | Infopark felé                                                                                                |
| --- | --- |
| Pázmány Péter sétány vá. – Pázmány Péter sétány – Dombóvári út – Rákóczi híd felhajtó – Rákóczi híd – Könyves Kálmán körút – Népliget M vá. | Népliget M vá. – Hell Miksa sétány – Könyves Kálmán körút – Rákóczi híd – Rákóczi híd lehajtó – Infopark vá. |

## Megállóhelyei
Az átszállási kapcsolatok között az azonos útvonalon közlekedő 103V busz és 153-as busz nincsen feltüntetve.
| 0  | Pázmány Péter sétány (↓) Infopark (↑) végállomás    | 13 | 1 |
| 3  | Közvágóhíd H                                        | 10 | 1, 2, 24 23, 23E, 54, 55, 179 630, 631, 632, 635, 636, 655, 661 |
| 5  | Mester utca / Könyves Kálmán körút                  | 8  | 51, 51A 281 |
| 7  | Ferencváros vasútállomás – Málenkij Robot Emlékhely | 6  | 281 G10 , S25 , S36 , G43 , EC, gyorsvonat |
| 9  | Albert Flórián út                                   | 4  | 281 |
| ∫  | Népliget M                                          | 2  | 1 254E 607, 608, 626, 628, 629, 630, 631, 632, 633, 635, 636, 654, 655, 660, 661, 705 600, 1080, 1081, 1082, 1085, 1087, 1088, 1090, 1092, 1093, 1094, 1100, 1101, 1110, 1111, 1113, 1120, 1121, 1125, 1131, 1134, 1136, 1163, 1173, 1174, 1175, 1176, 1177, 1183, 1185, 1188, 1190, 1193, 1194, 1201, 1202, 1205, 1206, 1212, 1224, 1229, 1230, 1240, 1242, 1244, 1251, 1253, 1257, 1268, 1269, 1520 |
| 11 | Népliget M végállomás                               | 0  | 1 254E 607, 608, 626, 628, 629, 630, 631, 632, 633, 635, 636, 654, 655, 660, 661, 705 600, 1080, 1081, 1082, 1085, 1087, 1088, 1090, 1092, 1093, 1094, 1100, 1101, 1110, 1111, 1113, 1120, 1121, 1125, 1131, 1134, 1136, 1163, 1173, 1174, 1175, 1176, 1177, 1183, 1185, 1188, 1190, 1193, 1194, 1201, 1202, 1205, 1206, 1212, 1224, 1229, 1230, 1240, 1242, 1244, 1251, 1253, 1257, 1268, 1269, 1520 |